# Bible de Dietenberger

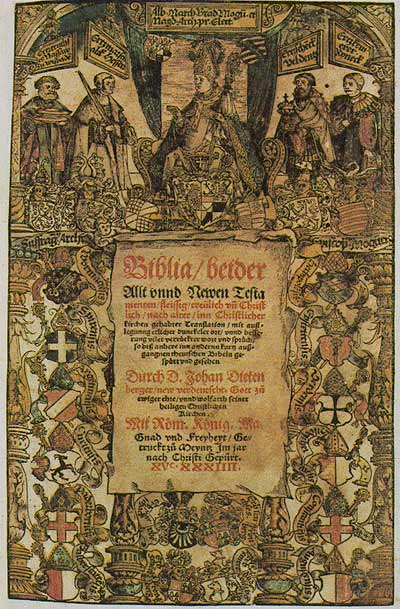
Un exemplaire de la Bible de Dietenberger

La bible de Dietenberger est la première Bible catholique en langue allemande imprimée en Europe. Elle fut traduite par Johann Dietenberger (en) et imprimée par Peter Jordan à Mayence.

## Description
Réalisée à Mayence en 1534 sous la responsabilité de Peter Jordan qui a opéré entre 1531 à 1535, à Mayence, il s'agit de la septième impression depuis Johannes Gutenberg dans la maison  „Zur güldenen Lederhose“ (à un pantalon de cuir doré).
La première édition a été publiée en 1534 à Mayence, la même année où Martin Luther achève la traduction complète de la Bible.